# Ca eivissenc

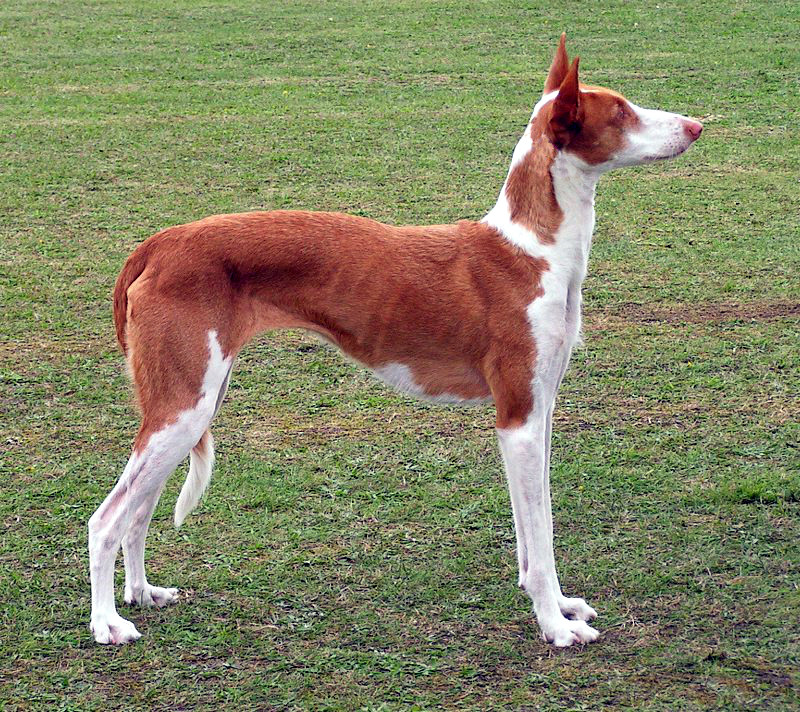
Ca eivissenc.

El ca eivissenc o ca d'Eivissa, sovint anomenat popularment podenc eivissenc, és una raça de gos autòctona d'Eivissa, és un podenc que presenta uns sentits de la vista i de l'oïda molt desenvolupats, per la qual cosa ha estat destinat a la caça, sobretot del conill. És un gos primitiu i rústic, considerat una de les races més antigues que es coneixen. Poden veure's representats a les tombes dels faraons. Els primers indicis de la seva existència es remunten al 3400 aC.

## Origen
Sobre l'origen del ca eivissenc només es fan conjectures, a falta de proves concretes que demostrin que deriva dels cans portats d'Egipte pels fenicis, representant el déu Anubis. Aquesta és la hipòtesi més acceptada per la majoria d'autors i experts. En aquest cas seria parent dels gossos de caça del nord d'Àfrica i de l'Orient Mitjà, com el Saluki o l'Afgà.
L'origen d'aquesta raça a Espanya prové de l'illa d'Eivissa, on es creu que, amb tota seguretat, fou traslladat pels fenicis o cartaginesos. La ciutat d'Eivissa fou fundada el 654 aC pels cartaginesos, fet que permet pensar que els primers pobladors portaren els seus gossos per simple companyia o bé per a caçar els abundants conills de l'illa. També són els millors gossos per a caçar ja que són molt agils.

## Característiques
El gos d'Eivissa és una raça elegant i àgil, amb un esquema atlètic i atractiu, i amb un trot elàstic. Encara que en aparença elegant, té la circumferència de l'os bé i és una raça resistent. Les seves grans orelles en posició vertical, un segell distintiu de la raça, són amples a la base i el marc d'un casc llarg i elegant. El coll és llarg i prim. Té un front únic, esquena, espatlles i part superior del braç relativament senzills. El pelatge es presenta en varietats llises i dures, amb dos tipus de pèl: llarg (llargada mitjana) i curt (quasi ras), la varietat de pèl curt és la més coneguda. Són de color teula, blanc o una combinació de teula i blanc, amb taques grosses. El seu nas (o trufa) és de color carn, com les orelles, parpelles, i els coixinets dels peus. Els seus ulls són de color ambre sorprenent i tenen una expressió alerta i intel·ligent. L'eivissenc pot variar en alçada des de 61 a 74 cm i pesen de 20 a 29 kg, els mascles són més grans que les femelles.

## Temperament

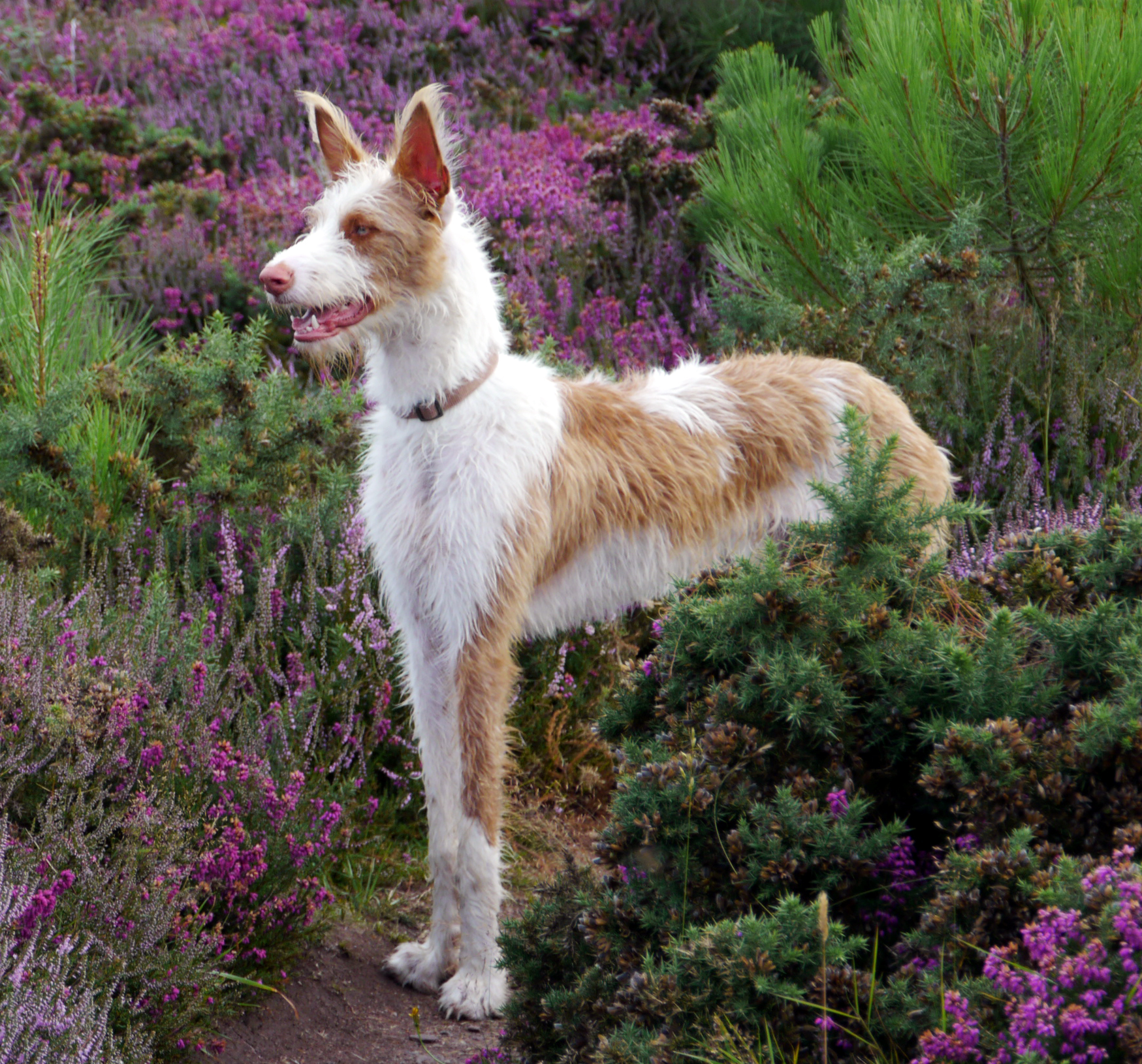
Ca d'Eivissa de pèl llarg

Els gossos eivissencs són moderadament intel·ligents, actius i atractius per naturalesa. Són veritables "pallassos" del món del gos, delectant-se en la seva gent entretinguda amb les seves pallassades. Encara que és una mica independent i obstinat de vegades, porten bé l'entrenament, si els mètodes són positius, però es resisteixen als mètodes d'entrenament de càstig. Són en general calmats. Són gossos sensibles i molt bons amb els nens i amb altres gossos. En general són bons gossos de casa, però són actius i atlètics, per tant, necessiten una gran quantitat d'exercici diari. No són bons gossos de gossera.
Els gossos eivissencs són capaços de saltar altures increïbles. Per tant, necessiten tanques molt altes. Tenen un fort instint de caça, de manera que no es pot confiar que vagin sense corretja, excepte en una zona de seguretat tancada.

## Curiositats
El 2 de maig del 2005 els Prínceps d'Astúries reberen en la seva visita a Eivissa un cadell de ca eivissenc anomenat Valent. El cadell fou lliurat als Prínceps per l'Associació de Criadors des Ca Eivissenc, creada per promoure la conservació d'aquesta raça primitiva de gossos de caça.